# Metropolitano de Dubai
O Metrô de Dubai é uma rede de metrô, completamente automatizada em Dubai, Emirados Árabes Unidos. A rede tem duas linhas cujo funcionamento é subterrâneo no centro de cidade e em viadutos elevados em outra parte em pistas duplas.
O Metrô de Dubai é a primeira rede de trens urbanos na Península Arábica e a segunda no Mundo Árabe (depois do Metrô do Cairo) ou a terceira (se o serviço limitado e de superfície metrô de Bagdá de for contado).
O metrô de Dubai foi operado pela britânica Serco e em março de 2021, um consórcio franco-japonês foi anunciado como um novo operador a partir de 8 de setembro de 2021.

## Construção
Planejamento do Metrô de Dubai começou em conformidade com a diretriz do governante de Dubai, Sheikh Mohammed bin Rashid Al Maktoum espera que outros projetos de atrair 15 milhões de visitantes a Dubai em 2010. A combinação de uma população em crescimento rápido (esperado para chegar a 3 milhões até 2017) e grave o congestionamento do tráfego exigiu a construção de um sistema ferroviário urbano de fornecer capacidade adicional de transporte público, descongestionar a circulação automóvel, e proporcionar infraestrutura para o desenvolvimento adicional.
Em maio de 2005, um contrato de AED 12,5 milhões/ US$ 3,5 milhões para projetar e construir foi assinado junto ao consórcio constituído por empresas japonesas, incluindo a Mitsubishi Heavy Industries, Mitsubishi Corporation, Obayashi Corporation, Kajima Corporation e a empresa turca Yapi Merkezi. A primeira fase (AED 15,5 bilhões / US$ 4,2 bilhões), abrange 35 quilômetros (22 milhas) da rede proposta, incluindo a Linha Vermelha entre Al Rashidiya e Zona Franca de Jebel Ali,que foi concluída em março de 2011, e da Linha Verde a partir de 2 de Qusais Al Al Jaddaf 1 concluída em março de 2014, a segunda fase foi, posteriormente, contrato assinado em julho de 2006 e inclui as primeiras linhas.
A Linha Vermelha abriu parcialmente aos 9 minutos e 9 segundos após as 21h em 9 de setembro de 2009, inaugurada pelo Sheik Mohammed bin Rashid Al Maktoum.

## Movimento
Mais de 280 000 passageiros usaram o metrô de Dubai durante a primeira semana de operação.
Após o primeiro mês de operação (em rede limitada), o total mensal foi de 1 740 578 passageiros, o que equivale a menos de 60 000 passageiros / dia. Após a abertura de mais estações em maio de 2010, o número de passageiros aumentou para 103 002 passageiros / dia e atingiu 130 000 / dia no início de outubro de 2010. Quando a Linha Verde foi inaugurada em 9 de setembro de 2011, os passageiros da Linha Vermelha foram anotados como 180 000 / dia. Em 2013, o número de passageiros passou para 377 mil / dia, divisão 64% para a Linha Vermelha e 36% para a Linha Verde. Durante o primeiro semestre de 2015, a RTA anunciou que 88 252 034 passageiros usaram o metrô. Em agosto de 2017, a RTA anunciou que o número total de viagens desde 2009 ultrapassou 1 bilhão de viagens no total.  

## Linhas
Uma extensão de 15 quilômetros com sete novas estações (incluindo duas subterrâneas) já construídas, que começa na Estação Jebel Ali e termina no Local da Expo 2020. Planos futuros também irão estender esta linha para o Aeroporto Internacional Al Maktoum. A extensão é servida por trens novos e reprojetados da Alstom. A extensão foi aberta em etapas em 2021. Como os trens da Linha Vermelha agora operam diretamente na nova via para a Expo 2020, a seção da Linha Vermelha de Jabal Ali para a UAE Exchange agora é operada como um ramal separado.  

### Resumo das linhas
| Lines          | Terminals                          | Terminals                  | Construction started | Opened | Newest Extension | Length km | Stations | Trip time     | Average speed |
| -------------- | ---------------------------------- | -------------------------- | -------------------- | ------ | ---------------- | --------- | -------- | ------------- | ------------- |
| Linha Vermelha | Centrepoint Jabal Ali (secundária) | Expo 2020 UAE (secundária) | 2006                 | 2009   | 2021             | 67        | 35       | 55–75 minutos | 60km/h        |
| Linha Verde    | Etisalat                           | Creek                      | 2006                 | 2011   | 2014             | 22.5      | 20       | 39–40 minutos | 38km/h        |

### Lista de estações

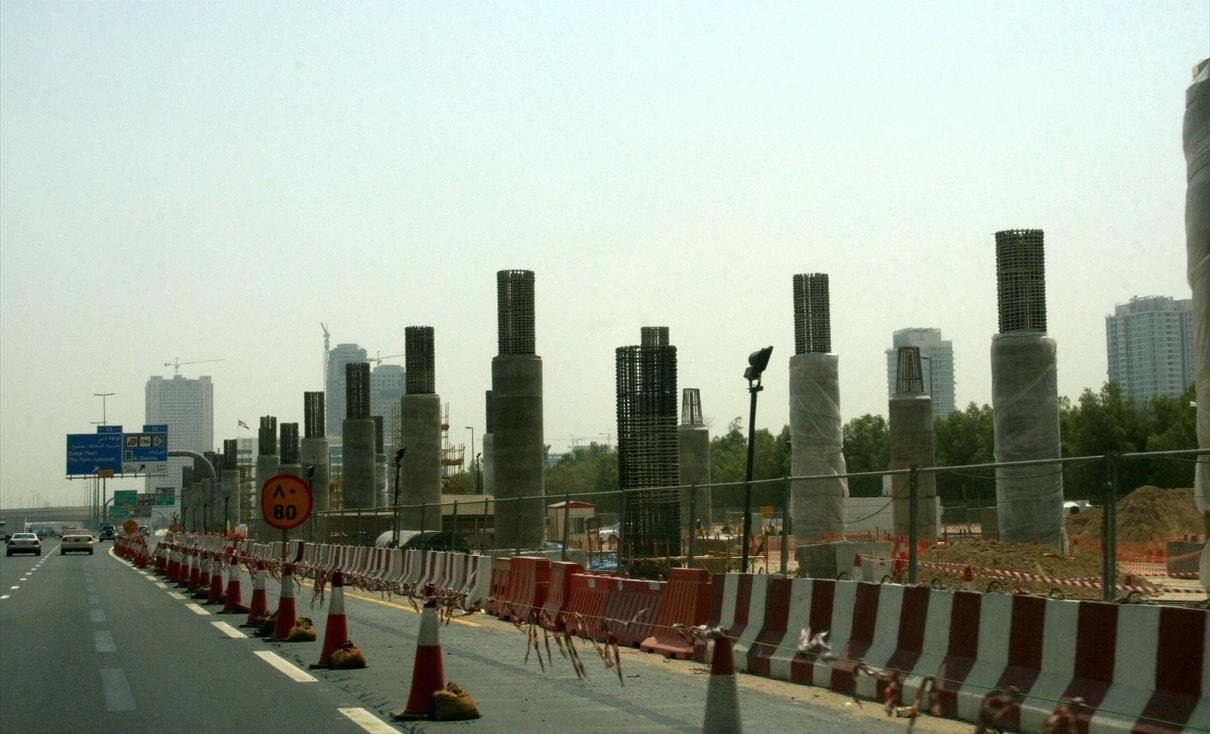
Construção da Linha Vermelha próximo à Palm Jumeirah
29 de maio de 2007

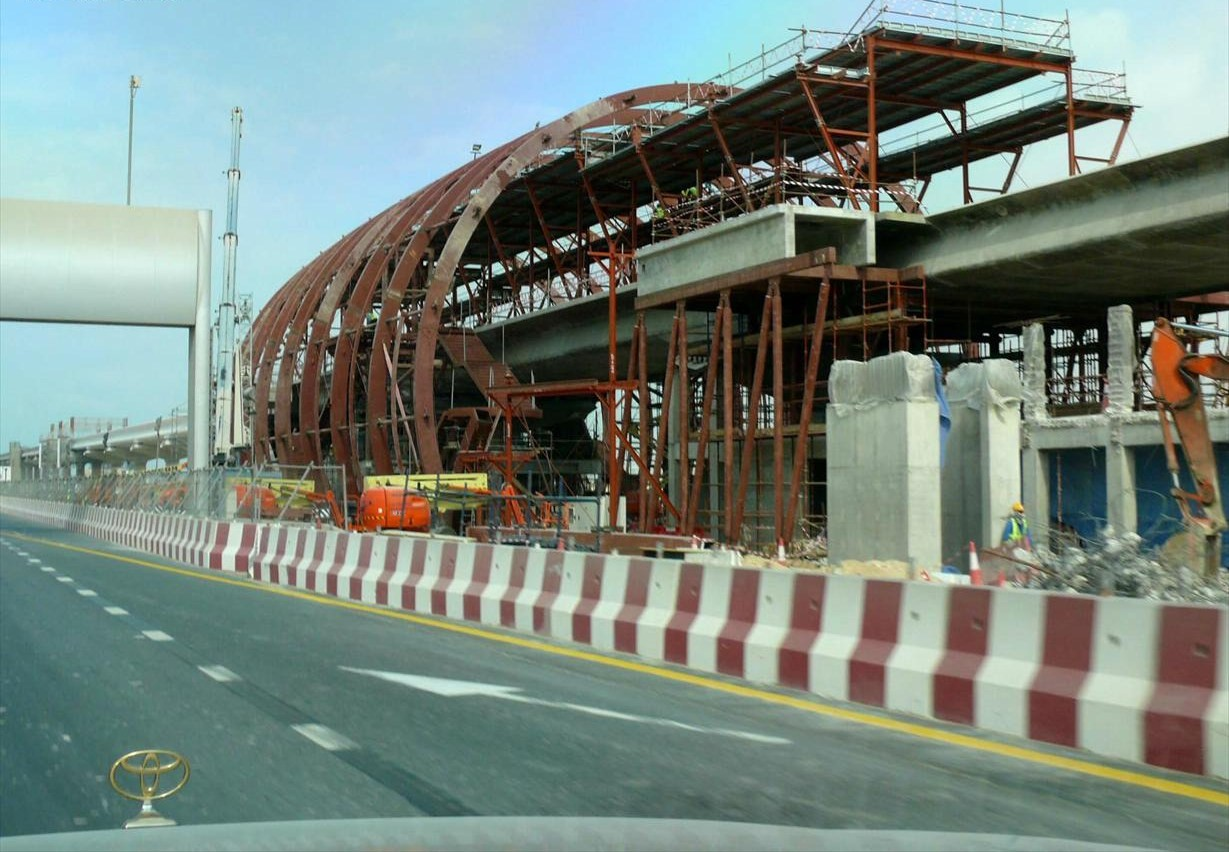
Estação Jebel Ali Port em construção
6 de janeiro de 2008

- A Linha Vermelha: Projetada para 50 km e 35 estações
  - Estação Jebel Ali Port
  - Estações 2 - 5
  - Estação American University in Dubai
  - Estação Internet City
  - Estações 8 y 9
  - Estação Souk al Nakheel
  - Estações 11 - 17
  - Estação Burj Dubai
  - Estação Financial City
  - Estação Emirates Towers
  - Estação Trade Center
  - Estações 22 - 24
  - Estação Burjuman
  - Estação 26
  - Estação al-Ittihad Square
  - Estação Salahuddin
  - Estações 29 - 34
  - Estação Airport Free Zone
- A Linha Verde Projetada para 20 km e 20 estaçõesInterior de um trem 
  - Estação Festival City
  - Estações 2 and 3
  - Estação Health Care City
  - Estações 5 - 7
  - Estação Burjuman
  - Estações 9 - 13
  - Estação al-Ittihad Square
  - Estações 15 - 16

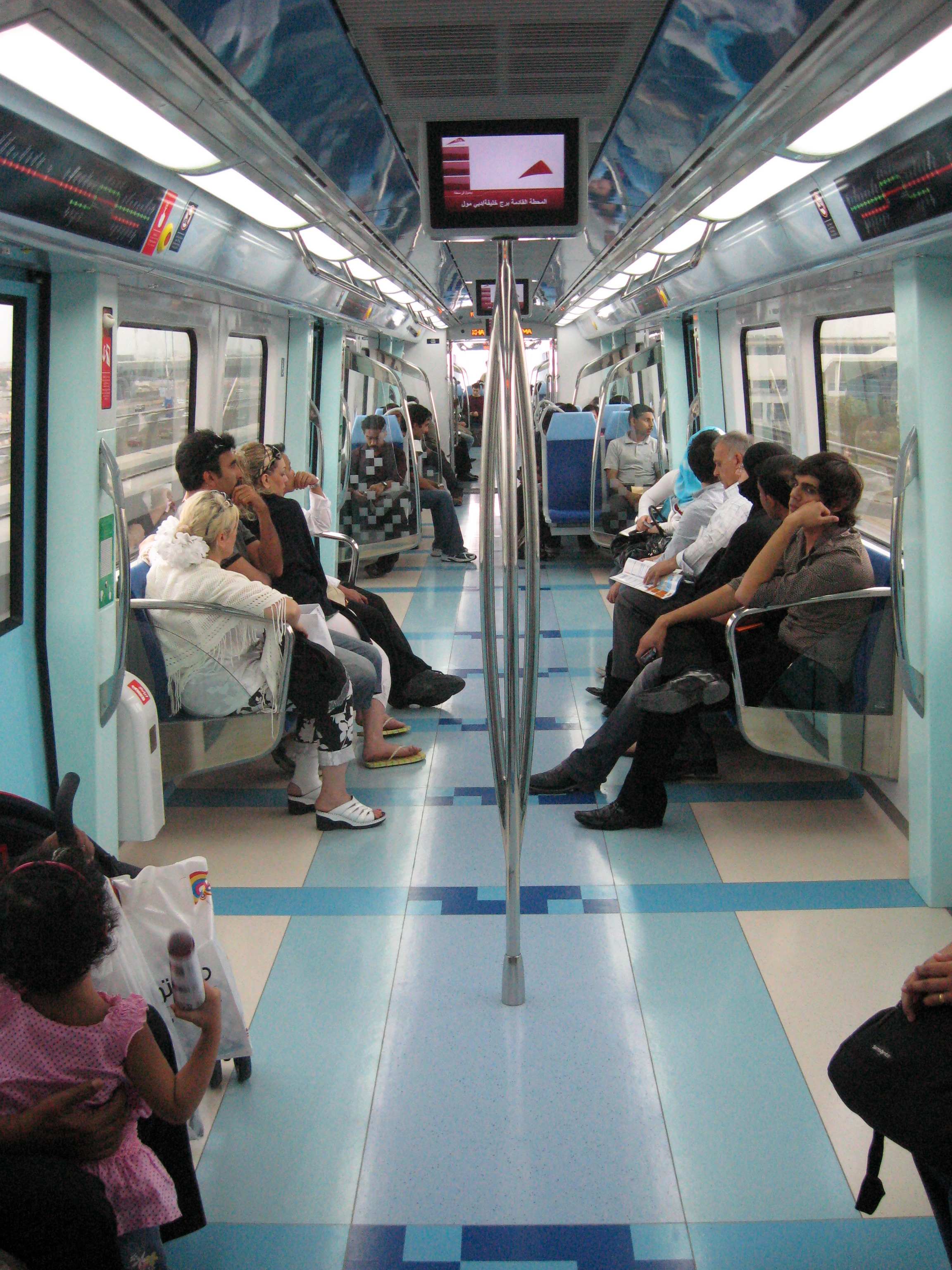
Interior de um trem

  - Aeroporto Internacional de Dubai Estação Terminal 1
  - Aeroporto Internacional de Dubai Estação Terminal 3
  - Estação 21
  - Estação Rashidiya

A terceira linha será chamada Linha Azul, está projetada para 47 km aproximadamente.

## Frota

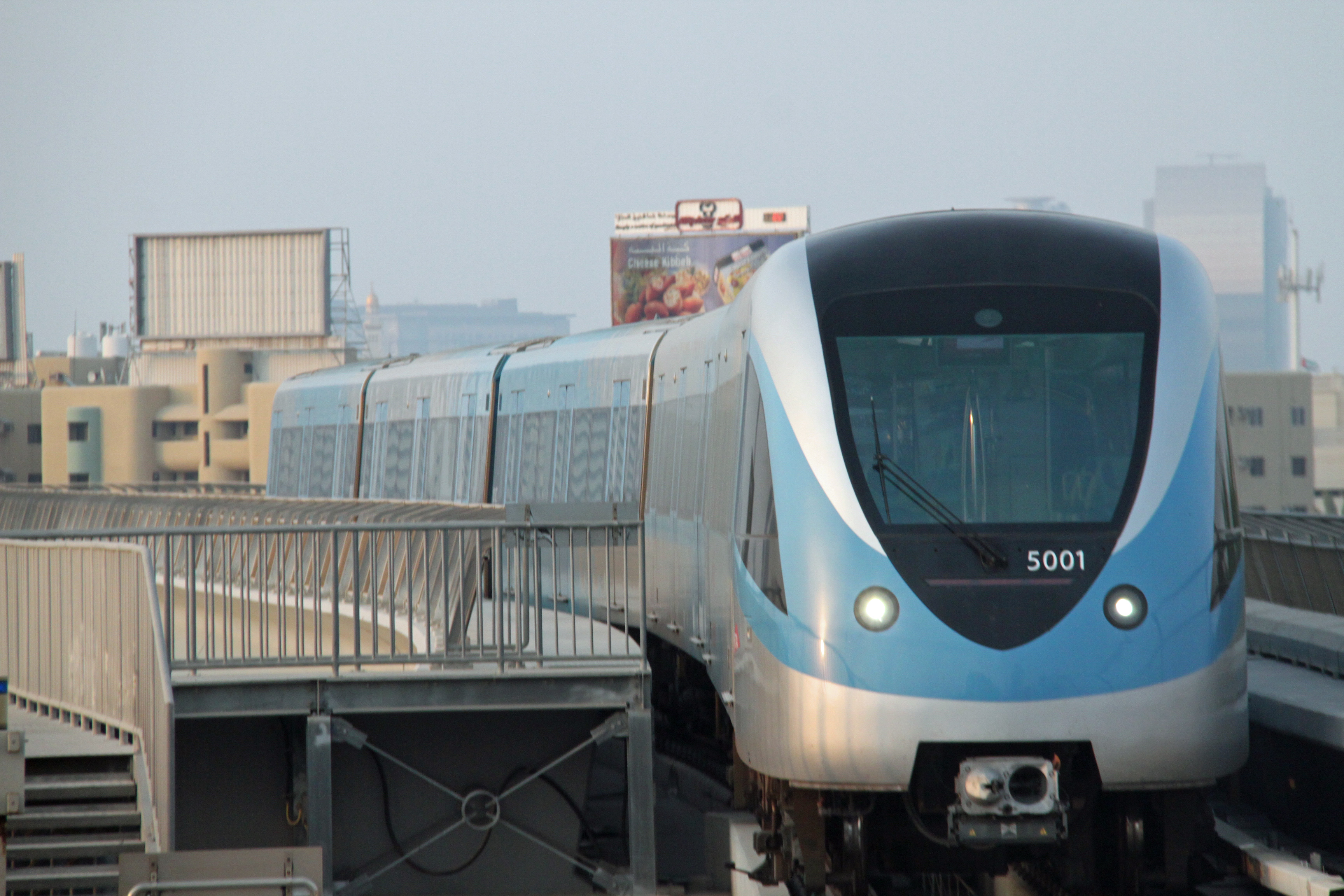
O primeiro trem entregue a Dubai na Linha Vermelha

O fabricante japonês Kinki Sharyo construiu um total de 79 trens de cinco carros (60 na Linha Vermelha, 19 na Linha Verde). Eles são projetados para transportar 643 passageiros sentados e em pé, e incomum para um sistema de transporte de massa, os trens têm três classes de acomodação: Classe Gold (primeira classe Classe ), Feminina e Infantil (uma classificação que se estende a um maior número de carros nos horários de pico) e Silver Class regular (econômica). O primeiro trem (5001) foi entregue a Dubai em março de 2008. O metrô tem operação sem motorista e usa a terceiro trilho coleta de corrente. Guardas treinados acompanham os passageiros para ajudar nas emergências. 
50 novos trens, fabricados pela Alstom , são introduzidos em novembro de 2018. Os trens têm maior capacidade de assentos, 696 assentos, ante 643 assentos nos trens atuais. Isso aumentará a capacidade de passageiros em cerca de 10%. Os novos trens têm um interior renovado, com melhor ar-condicionado, mapas digitais, velocidade, freios e portas aprimoradas. Destes 50 trens, 35 circularão nas linhas Vermelha e Verde, enquanto os 15 restantes rodarão na Rota 2020, que foi parcialmente inaugurada no início de 2021.  

## Galeria

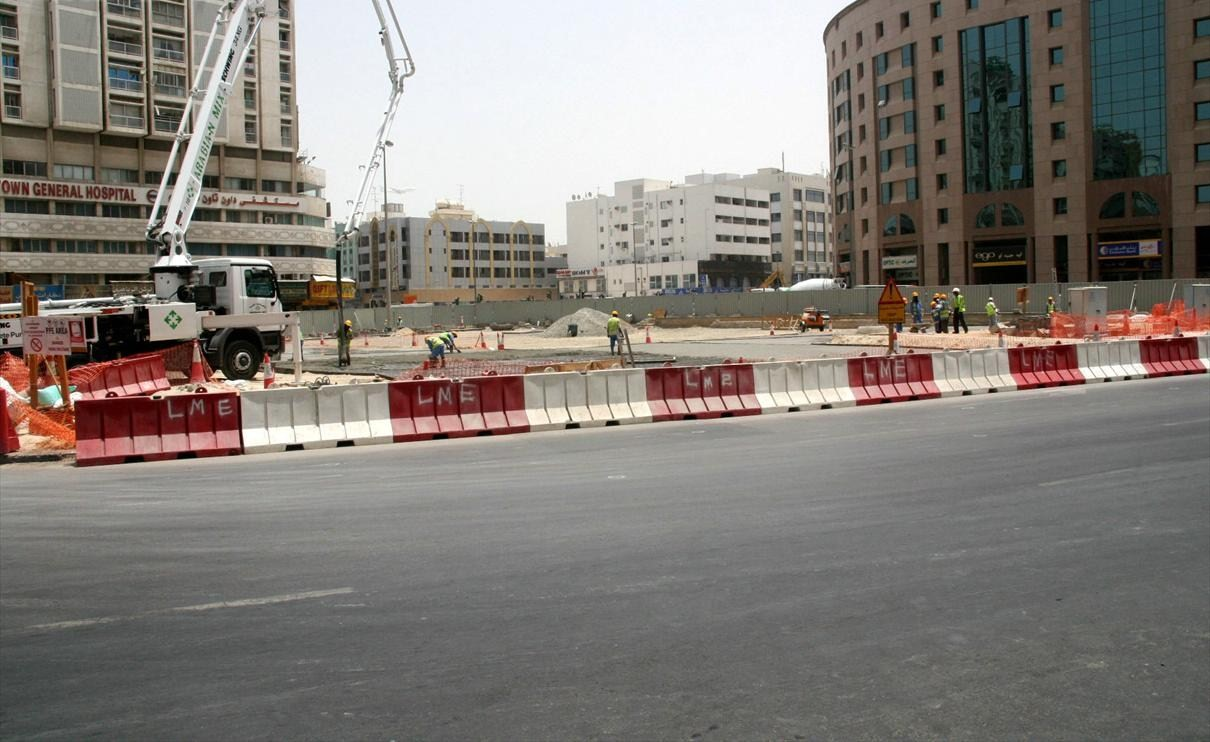
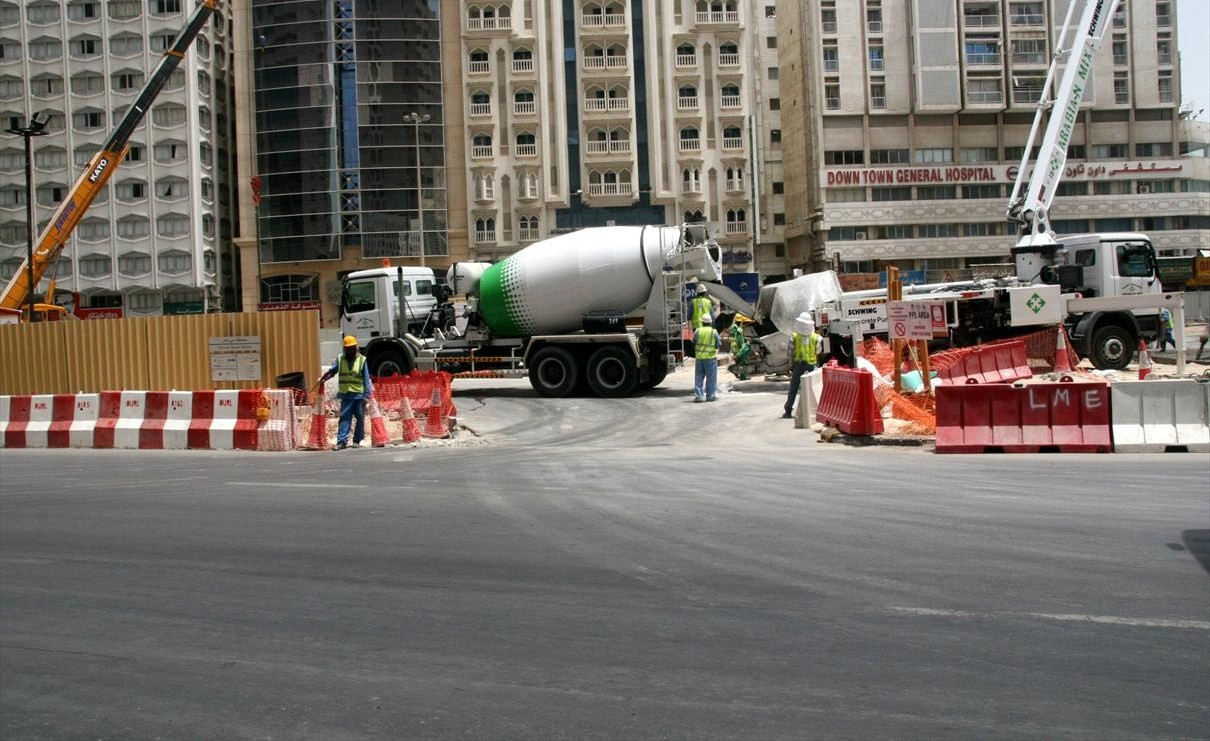
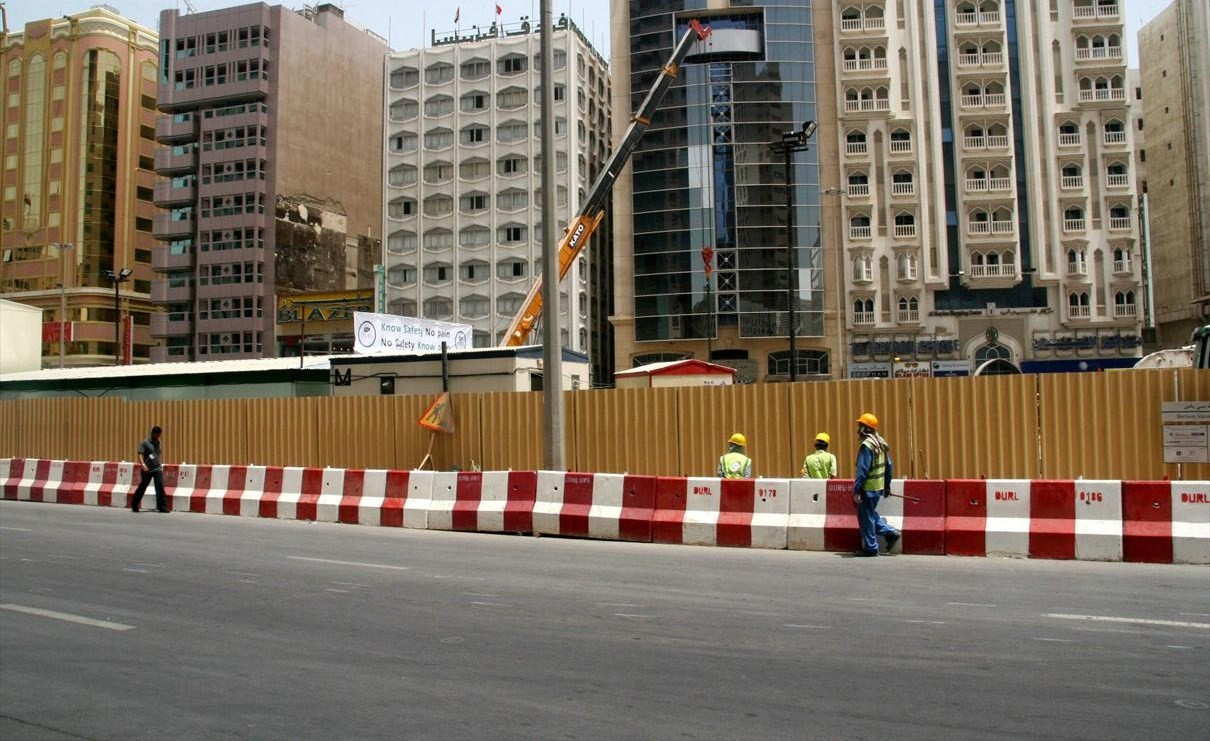
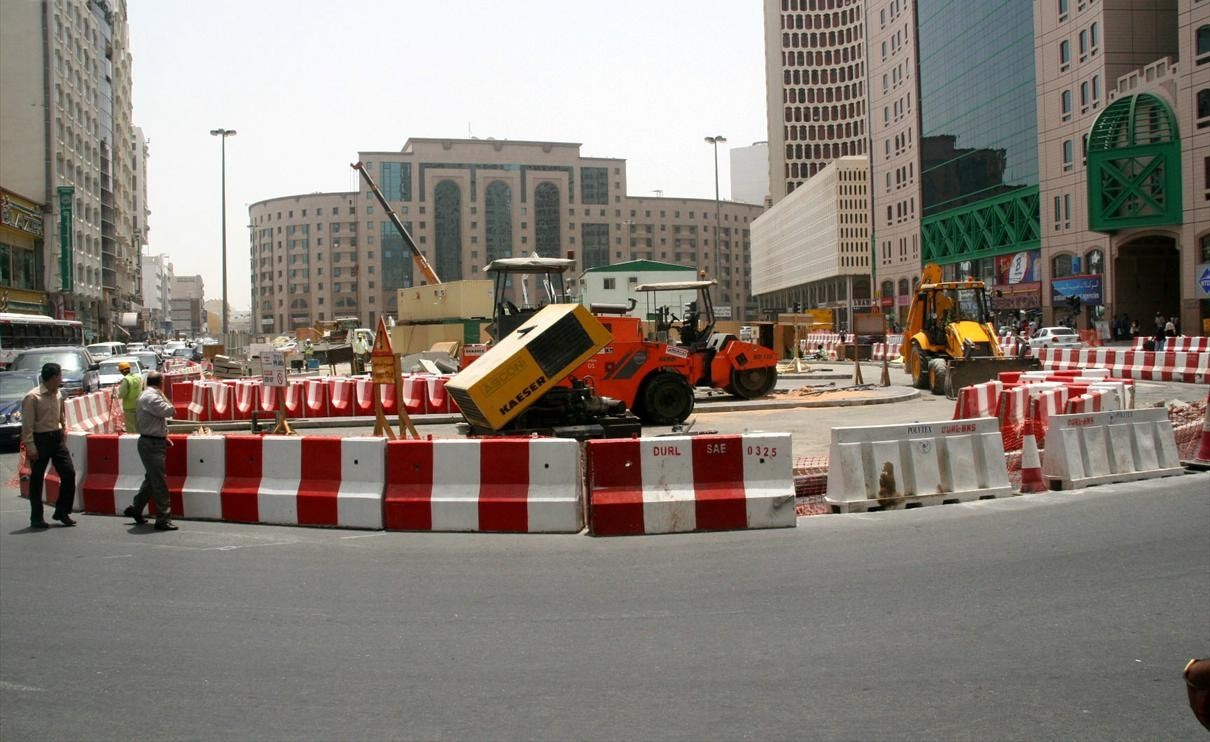